# John Hamner
John Wilhelm Hamner, född 15 september 1870 i Stockholm, död 29 oktober 1950 i Djursholm, var en svensk apotekare, botaniker, skriftställare, grafiker och landskapsmålare.
Han var son till folkskolläraren Jonas Hamner och Hilda Fredrika Wilhelmina Selling och från 1898 gift med Hedvig Karolina Löfgren. Hamner studerade vid Tekniska skolan i Stockholm 1891–1894. Han avlade apotekarexamen 1895 och var verksam som apotekare i Visby 1896–1909 och därefter i Stockholm där han drev apoteket Elefanten 1916-1938. Under sin tid i Stockholm återupptog han sina konststudier, studerade etsning för Axel Tallberg 1909 och var elev vid Wilhelmsons målarskola 1916–1917 och vid Berggrens målarskola 1936–1937. Han blev korresponderande ledamot av Vitterhetsakademien 1921 och har utgivit ett stort antal skrifter i farmaceutiska ämnen och botanik. Hamner är representerad vid Nationalmuseum med fem akvatintblad med motiv från Visby.